# 馬科津亞爾維湖

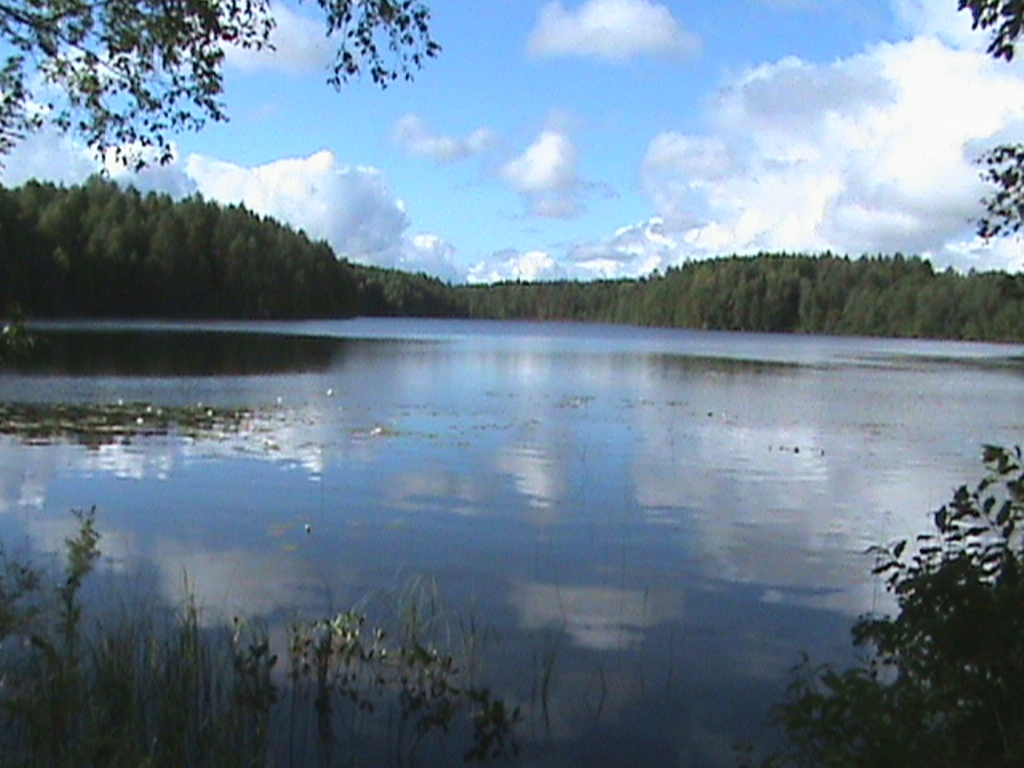

61°47′10″N 32°11′35″E / 61.78611°N 32.19306°E
馬科津亞爾維湖（俄语：Маккозенъярви），是俄羅斯的湖泊，位於該國西北部，由卡累利阿共和國負責管轄，長0.9公里、寬0.25公里，面積0.2平方公里，海拔高度104.3米。